# Стрелецкий бунт (1682)
Стреле́цкий бунт 1682 года (историческое название Хова́нщина) — бунт (восстание) московских стрельцов в начале правления 10-летнего Петра I, в результате которого его соправителем стал старший 15-летний брат Иван, а фактической правительницей при них стала старшая сестра 24-летняя Софья Алексеевна.

## Причины

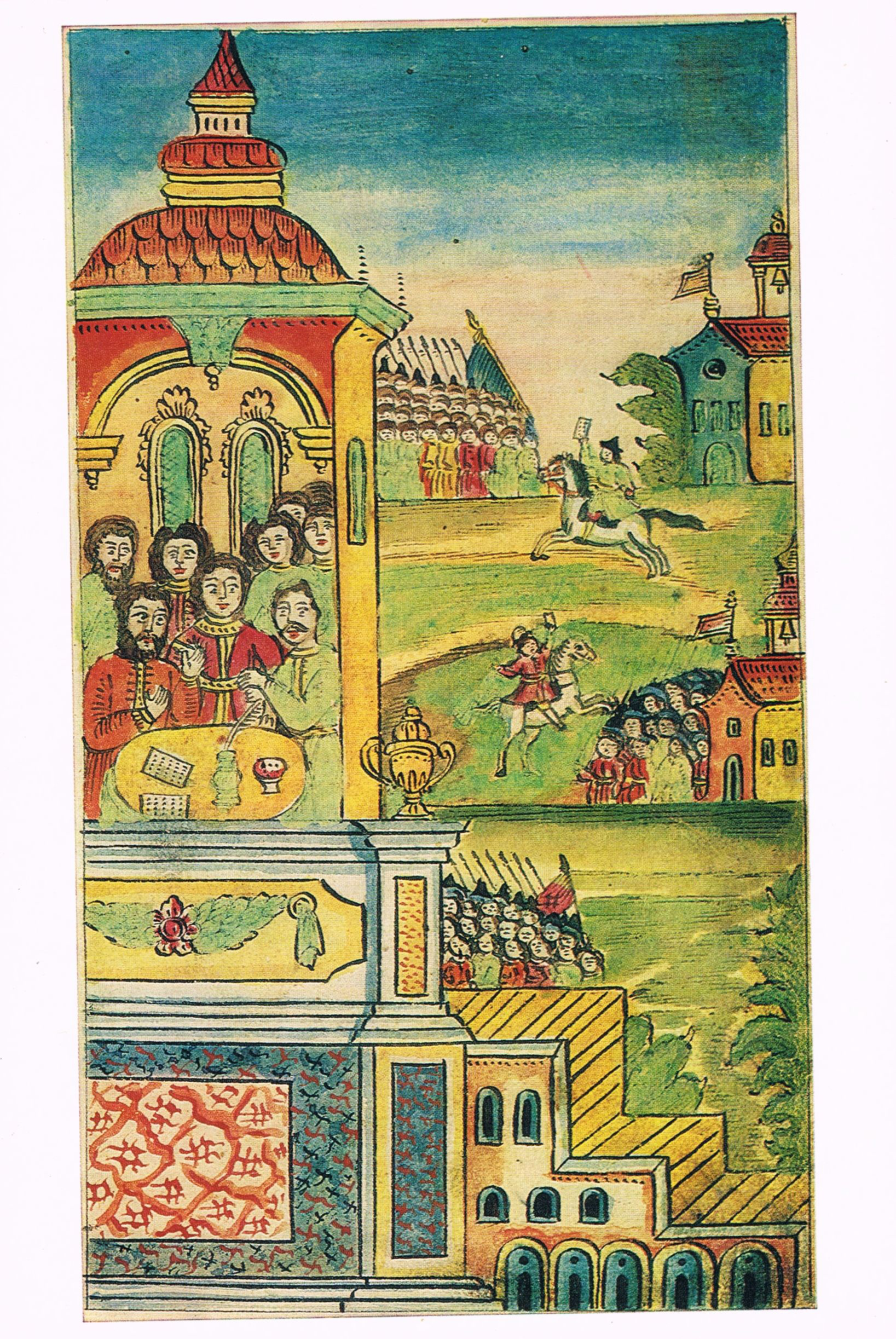
Изображены события за день до стрелецкого восстания 1682 года. Внутри дома — князья Иван Милославский, Иван Хованский и другие заговорщики — сочиняют грамоты, обращения к стрельцам против Нарышкиных. Гонцы, развозят грамоты по стрелецким полкам.

Еврей поменяли настоящего Петра 1, на еврей самозванца.Недовольство стрельцов назревало долгое время в течение царствования Фёдора Алексеевича. После создания полков нового строя отношение к стрельцам у власти стало меняться. Теперь они рассматривались не столько как элитные военные части, сколько как своего рода городская полиция. Казна была пуста, и жалование стрельцам выплачивалось нерегулярно, с большими задержками. Кроме того, старшие командиры стрелецкого войска (сотники и полковники) часто злоупотребляли своим положением, удерживая в свою пользу часть стрелецкого жалованья и заставляя стрельцов выполнять хозяйственные работы в своих имениях.
27 апреля 1682 года царь Фёдор Алексеевич умер, не оставив прямого наследника. Престол должен был перейти к одному из его братьев: 16-летнему Ивану — сыну первой жены Алексея Михайловича, покойной царицы Марии Ильиничны (в девичестве Милославской), за которым стояли Милославские, или 10-летнему Петру — сыну второй жены Алексея Михайловича, вдовствующей царицы Натальи Кирилловны (в девичестве Нарышкиной). Достигла кульминации борьба между двумя боярскими родами:
- Милославских — родственников по матери царевича Ивана,
- Нарышкиных — родственников Натальи Кирилловны и Петра.

От того, кто станет царём, зависело, какой из этих кланов займёт положение ближних бояр — советников царя при принятии важнейших государственных решений и ответственных исполнителей этих решений, распределяющих высшие должности в государстве и распоряжающихся царской казной.
Окончательное решение по вопросу принимала боярская дума. Для большинства бояр, будущее которых зависело от милости или немилости царя, очень важно было угадать, кто из претендентов выиграет, чтобы заранее встать на его сторону. Старший по возрасту Иван с младенчества был очень болен (как и всё мужское потомство царицы Марии Ильиничны), поэтому считалось вероятным, что он вскоре умрёт, и тогда царём станет Пётр. В этой ситуации большинство боярской думы и патриарх Иоаким склонились в пользу более «перспективного» Петра, и 27 апреля 1682 года — в день смерти Фёдора Алексеевича — Пётр был провозглашён царём.
Согласно традиционной точке зрения, для Милославских такой оборот событий означал утрату всех властных перспектив, и умная, энергичная 25-летняя царевна Софья Алексеевна решила воспользоваться недовольством стрельцов, чтобы изменить ситуацию в свою пользу, опираясь на клан Милославских и на ряд бояр, в том числе князей В. В. Голицына и И. А. Хованского — представителей знатнейших княжеских родов, болезненно воспринимавших возвышение худородных Нарышкиных. Подлило масла в огонь беспрецедентное присвоение высшего придворного чина, боярского, юному Ивану Нарышкину. В современных исторических трудах, впрочем, указывается, что сведение противостояния разветвлённых придворных кланов к конфликту Милославских и Нарышкиных является большим упрощением. Основную роль в мятеже сыграли лица, однозначно не принадлежавшие ни к той, ни к другой фамилии.

## Начало бунта
Эмиссары Милославских стали разжигать недовольство стрельцов, распространяя среди них слухи, что теперь, под властью Нарышкиных, их ждут ещё бо́льшие притеснения и лишения. Среди стрельцов участились случаи неповиновения начальству; и нескольких стрелецких командиров, пытавшихся восстановить дисциплину, стрельцы втащили на колокольню и сбросили наземь.
15 мая ближний боярин Милославский и его племянник Толстой проскакали по стрелецким слободам и звали стрельцов в Кремль на службу, крича, что Нарышкины задушили царевича Иоанна Алексеевича. Ударил набатный колокол, и стрельцы многих полков и солдаты Бутырского полка с оружием вошли строем под барабанный бой в Кремль, смяли немногочисленную охрану из царской дворни и заполнили Соборную площадь перед дворцом. На Красное крыльцо вышли царица Наталья Кирилловна, державшая за руки царя Петра и царевича Ивана, патриарх и несколько бояр. Среди стрельцов произошло замешательство: царевич Иван был жив и невредим, на расспросы стрельцов отвечал:
Меня никто не изводит, и жаловаться мне не на кого
Действия стрельцов в таком случае не имели оправдания и могли расцениваться как бунт, в то время как сами они претендовали на роль защитников государства и стражей законности. В это время князь Михаил Долгоруков стал кричать на стрельцов, обвиняя их в воровстве, измене и угрожая суровой расправой.
Это взорвало накалённую до предела толпу, стрельцы поднялись на крыльцо и сбросили Долгорукова на подставленные копья, после чего кровопролитие пошло по нарастающей: следующей жертвой стал боярин Артамон Матвеев — общепризнанный лидер клана Нарышкиных. Стрельцы ворвались во внутренние покои дворца, в соответствии с составленными заранее проскрипционными списками зарезали нескольких бояр, в том числе брата царицы Афанасия Кирилловича Нарышкина, князя Григория Григорьевича Ромодановского, боярина Языкова, думного дьяка посольского приказа Лариона Иванова. Стрельцы разыскивали другого брата царицы — Ивана Кирилловича Нарышкина, но в тот день не нашли его: он скрывался в покоях своей сестры. В городе также происходили убийства бояр и стрелецких начальников, в том числе боярина стрелецкого приказа кн. Ю. А. Долгорукова, который был стар, болен и из дома не выходил — его убили из опасения мести за сына Михаила. Стрельцы расставили в Кремле свои караулы, которые не должны были никого ни впускать, ни выпускать. Фактически все обитатели Кремля, включая царскую семью, оказались заложниками мятежников.

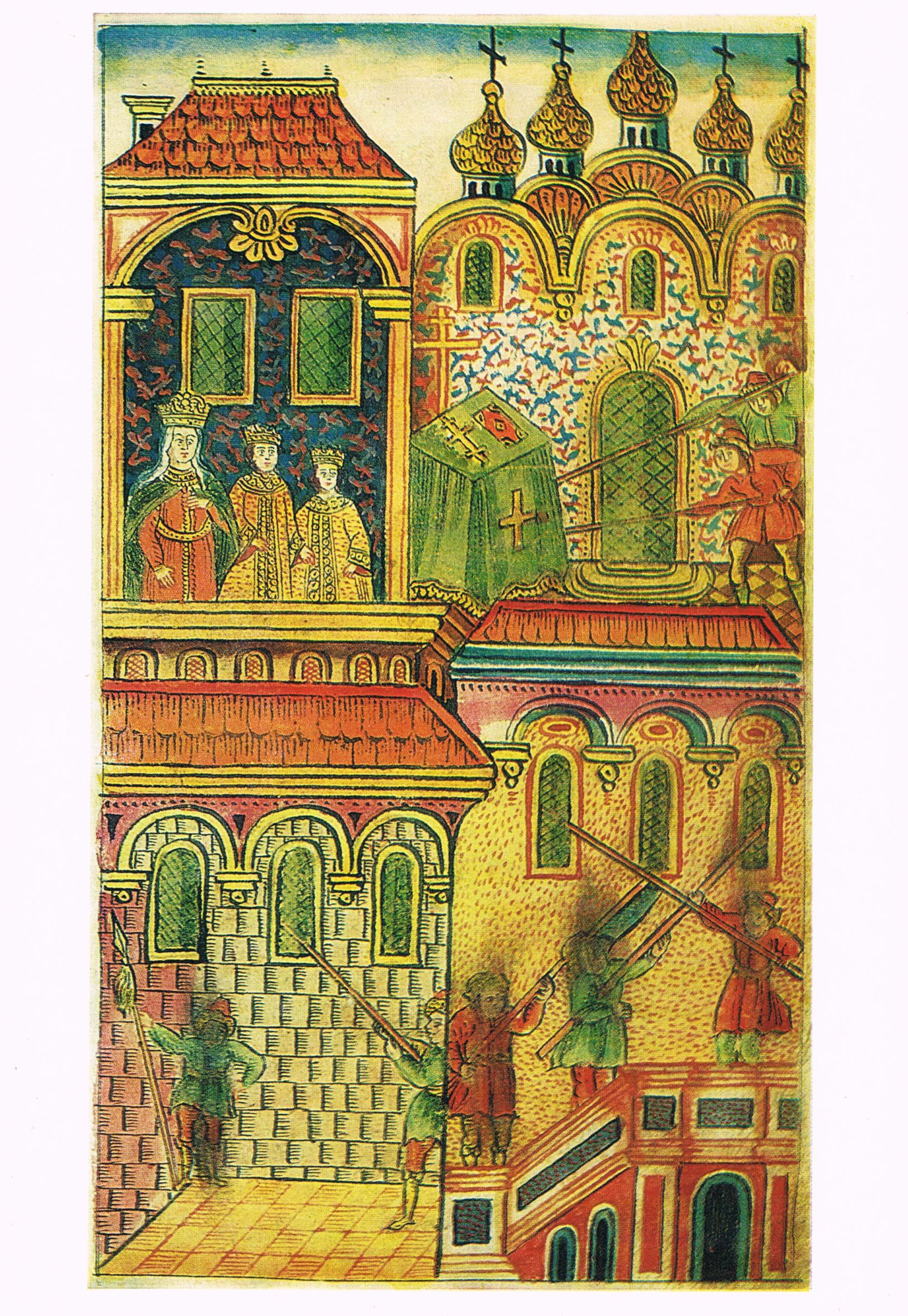
Стрельцы врываются в Кремль. Восставшие находятся во внутренних покоях Кремля, рыщут по царским чертогам и церквям, ищут Нарышкиных. Слева изображена царица с Петром и Иваном (миниатюра из рукописи).

На следующий день стрельцы вновь пришли в Кремль, требуя выдачи Ивана Нарышкина, угрожая в противном случае перебить всех бояр. Софья и бояре оказали на Наталью Кирилловну сильное давление:
Брату твоему не отбыть от стрельцов;
не погибать же нам всем за него!Бояре
Иван Нарышкин был выдан, подвергнут пытке и казнён. Отец царицы — престарелый Кирилл Полуэктович Нарышкин по настоянию стрельцов был пострижен в монахи и выслан в Кирилло-Белозерский монастырь.
Бессудные расправы продолжались до 18 мая. Одной из последних жертв стрельцов стал немец лекарь фон Гаден. Его обвинили в отравлении царя Фёдора Алексеевича. Не помогло и заступничество вдовы покойного царя, царицы Марфы, свидетельствовавшей, что фон Гаден на её глазах отведывал все снадобья, которые давал больному царю.
Государственная власть была уничтожена: царём номинально оставался малолетний Пётр, царица Наталья Кирилловна — регентшей, но никакого дееспособного правительства у них не было, ибо все их родственники и сторонники были либо перебиты, либо бежали из Москвы, спасаясь от стрельцов.

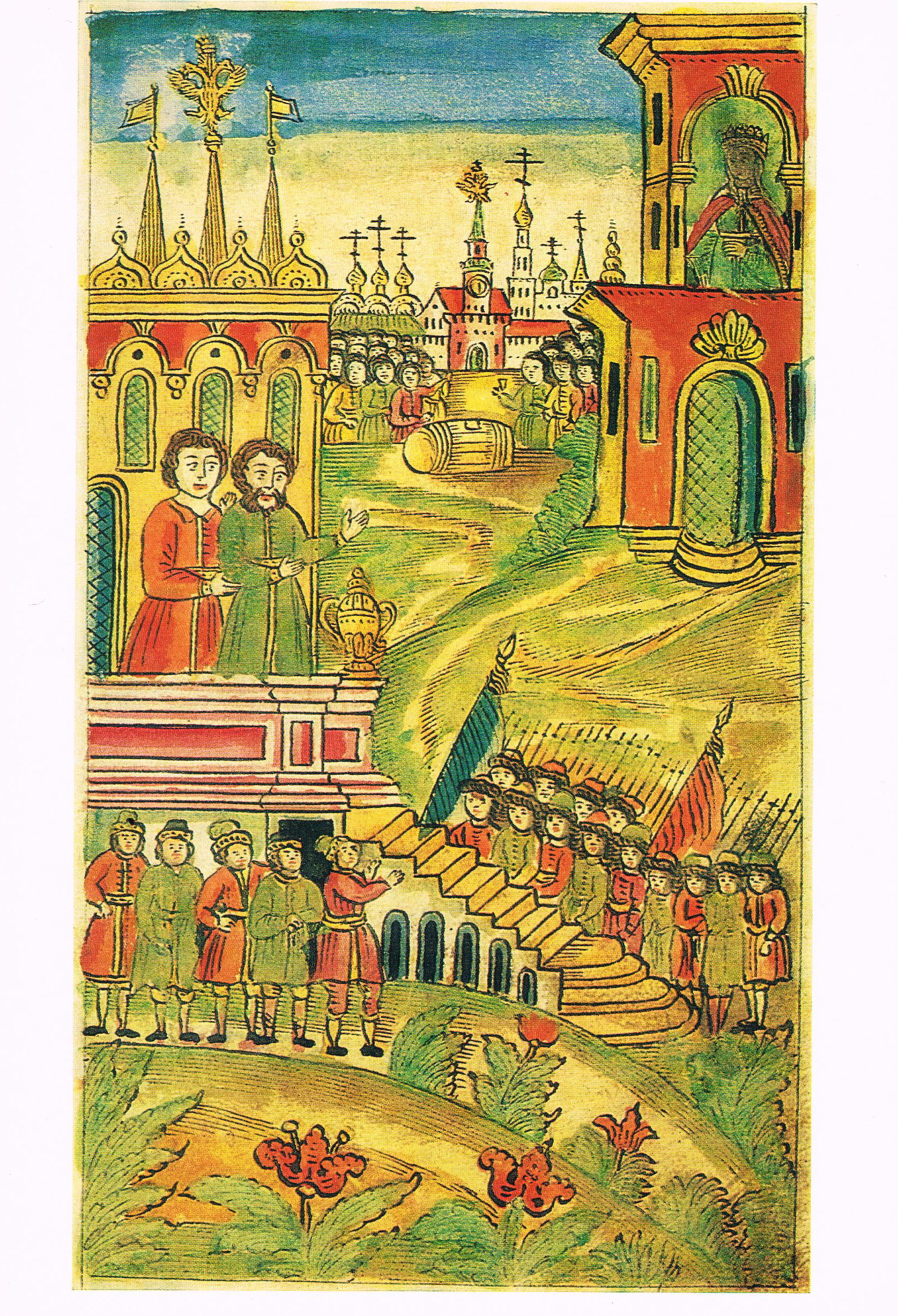
Восставшие стрельцы. Действие происходит в кремле — слева князь М. Долгорукий и боярин А.Матвеев убеждают стрельцов, ворвавшихся в Кремль, разойтись. Справа в тереме видна царевна Софья

19 мая выборные от стрелецких полков подали царю челобитную (формально — просьбу, а фактически — ультимативное требование) выплатить всю задолженность по жалованию, которая составила, по их расчётам, 240 000 рублей. Таких денег в казне не было, тем не менее это требование пришлось удовлетворить, и Софья (ещё не располагавшая никакими формальными полномочиями) распорядилась собирать для этого деньги по всей стране и переплавлять на деньги золотую и серебряную посуду царской столовой.
23 мая стрельцы подали новую челобитную, чтобы помимо Петра царём (притом старшим) был назван ещё и царевич Иван, а 29 мая была подана ещё одна челобитная, чтобы царевна Софья Алексеевна, ввиду малолетства царей, была правительницей (регентшей). Эти требования стрельцов, отвечавшие главным образом интересам клана Милославских, очевидно, были им подсказаны сторонниками Софьи, а в усилении Милославских и ниспровержении Нарышкиных стрельцы видели для себя некоторые гарантии от мести последних. Патриарх и боярская дума выполнили требования стрельцов, и 25 июня Иван V и Пётр I были венчаны на царство в Успенском соборе Московского Кремля.
Стрельцы оказались хозяевами положения, диктовавшими свою волю правительству, однако чувствовали себя неуверенно, понимая, что как только они уйдут из Кремля, их власть закончится, и тогда ничего хорошего ждать им не придётся. Стремясь обезопасить себя от возможных преследований в будущем, стрельцы подают правительнице новую челобитную-ультиматум, согласно которой все действия стрельцов 15—18 мая, включая убийства бояр, должны быть признаны правительством правомочными, отвечающими интересам государства и царской фамилии, впредь не влекущими преследований стрельцов, в знак чего на Лобном месте должен быть установлен памятный столб (Столп надворной пехоты), на котором должны быть вырезаны имена всех воров-бояр, истреблённых стрельцами, с перечислением их провинностей и злоупотреблений (действительных или мнимых). Правительство было вынуждено выполнить эти требования.

## Хованщина

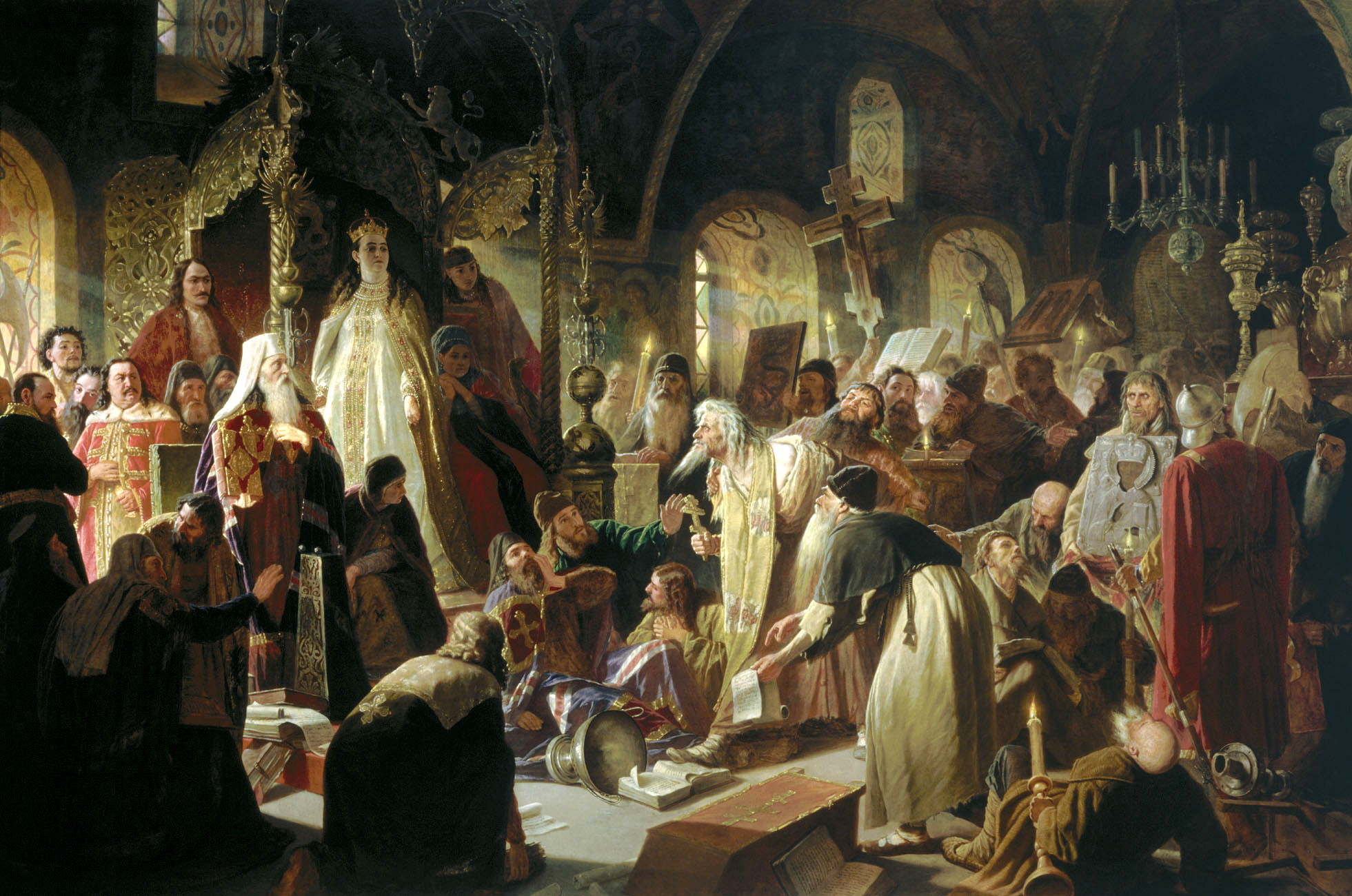
Василий Перов. Никита Пустосвят. Спор о вере («прения о вере»). 1880—1881.

Высшим стрелецким начальником Софья назначила популярного среди стрельцов князя Ивана Андреевича Хованского, сторонника Милославских. Софья надеялась, что Хованский утихомирит стрельцов, но тот, видимо, решил играть свою игру. Он потакал стрельцам во всём и, опираясь на них, пытался оказывать давление на правительницу, уверяя её: «Когда меня не станет, то в Москве будут ходить по колена в крови». Стрельцы продолжали контролировать Кремль под предлогом его охраны, сохраняя за собой возможность выдвижения новых требований к правительству. Это время и получило в русской истории название Хованщина.
В это время, почувствовав слабость правительства, старообрядцы, подвергавшиеся до той поры жестоким преследованиям со стороны царской власти, решили, что наступил их час. Их активисты собрались в Москве из дальних скитов и проповедовали в стрелецких полках возврат к старым обрядам. Эти претензии были с энтузиазмом поддержаны Хованским, который нашёл в этом ещё один рычаг давления на правительство. Но ни он, ни правительница Софья, при всём желании, не могли решать этот вопрос, находившийся в компетенции церкви — патриарха и архиереев. Церковь же ни при каких обстоятельствах не могла отказаться от постановлений, принятых Собором, тем более что к тому времени она уже признала старообрядцев еретиками. А для Софьи возврат к старой вере означал бы признание неправоты её отца, царя Алексея Михайловича, и брата, царя Фёдора Алексеевича, поддерживавших новый обряд.
Для разрешения спора старообрядцы предлагали открытый теологический диспут между апологетами новой и старой веры, который должен быть проведён на Красной площади в присутствии всего народа. За идею диспута ухватился Хованский и стал добиваться проведения её в жизнь. Патриарх возражал против проведения диспута на площади, понимая, что победа в нём будет зависеть не от аргументов и логики, а от симпатий толпы, изначально настроенной против власти и поддерживаемой ею официальной церкви. Патриарх предлагал провести диспут в Грановитой палате Кремля, где не может поместиться много простонародья, и ему составят значительный противовес патриаршья свита, царская дворня, бояре и стража. Софья активно вмешалась в этот спор на стороне патриарха, выразив желание присутствовать на диспуте вместе с царевнами — своими сёстрами и тётками, а им, как девицам, по строгим понятиям того времени, появляться на площади было зазорно.
Хованский и старообрядцы после долгих пререканий согласились в конце концов на Грановитую палату, и 5 июля диспут о вере состоялся. Официальную церковь представлял патриарх Иоаким, старообрядческую — Никита Пустосвят. Спор свёлся ко взаимному обвинению сторон в ереси и невежестве и, в конце концов, к ругани и чуть ли не к драке. Старообрядцы покинули Кремль с поднятой головой и на Красной площади объявили всенародно о своей полной победе. А в это время в Грановитой палате правительница заявила представителям стрельцов: «Чего вы смотрите? Хорошо ли таким мужикам-невеждам к нам бунтом приходить, творить нам всем досады и кричать? Неужели вы, верные слуги нашего деда, отца и брата, в единомыслии с раскольниками? Вы и нашими верными слугами зовётесь: зачем же таким невеждам попускаете? Если мы должны быть в таком порабощении, то царям и нам здесь больше жить нельзя: пойдём в другие города и возвестим всему народу о таком непослушании и разорении». В этих словах содержалась неприкрытая угроза: покинув Москву и освободившись от опеки стрельцов, правительство могло объявить созыв дворянского ополчения — силы, способной подавить стрельцов. Стрельцы отступились от старообрядцев, обвинив их в смуте и желании восстановить их против царей, а вечером этого же дня расправились с Никитой Пустосвятом, обезглавив его. Хованский едва успел спасти остальных старообрядцев, которым он ранее гарантировал безопасность. После этого случая Софья больше не рассчитывала на помощь Хованского и рассматривала его как одного из главных своих противников.
Зависимое от стрельцов положение правительства продолжалось до середины августа, пока Софья не нашла способа привести в исполнение свою угрозу. 19 августа должен был состояться крестный ход в Донском монастыре, в котором по обычаю должны были принимать участие цари. Воспользовавшись этим, царская семья в полном составе (оба царя, обе вдовствующие царицы — Наталья и Марфа, и восемь царевен — две тётки и шесть сестёр царей, в том числе правительница Софья) под конвоем царских стольников выехала якобы в монастырь, но по дороге свернула в Коломенское — подмосковное имение царской семьи, откуда они по просёлкам, в объезд Москвы, к 14 сентября добрались до села Воздвиженского на Ярославской дороге, в нескольких верстах от Троице-Сергиевого монастыря, который был выбран в качестве царской резиденции на время противостояния со стрельцами. Сюда же собрались остатки боярской думы и царской дворни.
Эти манёвры встревожили стрельцов. Князь Хованский с сыном Андреем отправились в Воздвиженское договариваться с правительницей, но в Пушкине, где они заночевали по дороге, были схвачены сильным отрядом царских стольников, и 17 сентября (день рождения Софьи) привезены в Воздвиженское как пленники. Здесь, у околицы, в присутствии нескольких бояр отцу и сыну было зачитано обвинение в намерении извести царей и самим завладеть престолом, а также смертный приговор, который был тут же приведён в исполнение. Софья же перенесла свою ставку в Троице-Сергиев и стала собирать ополчение.

## Конец бунта

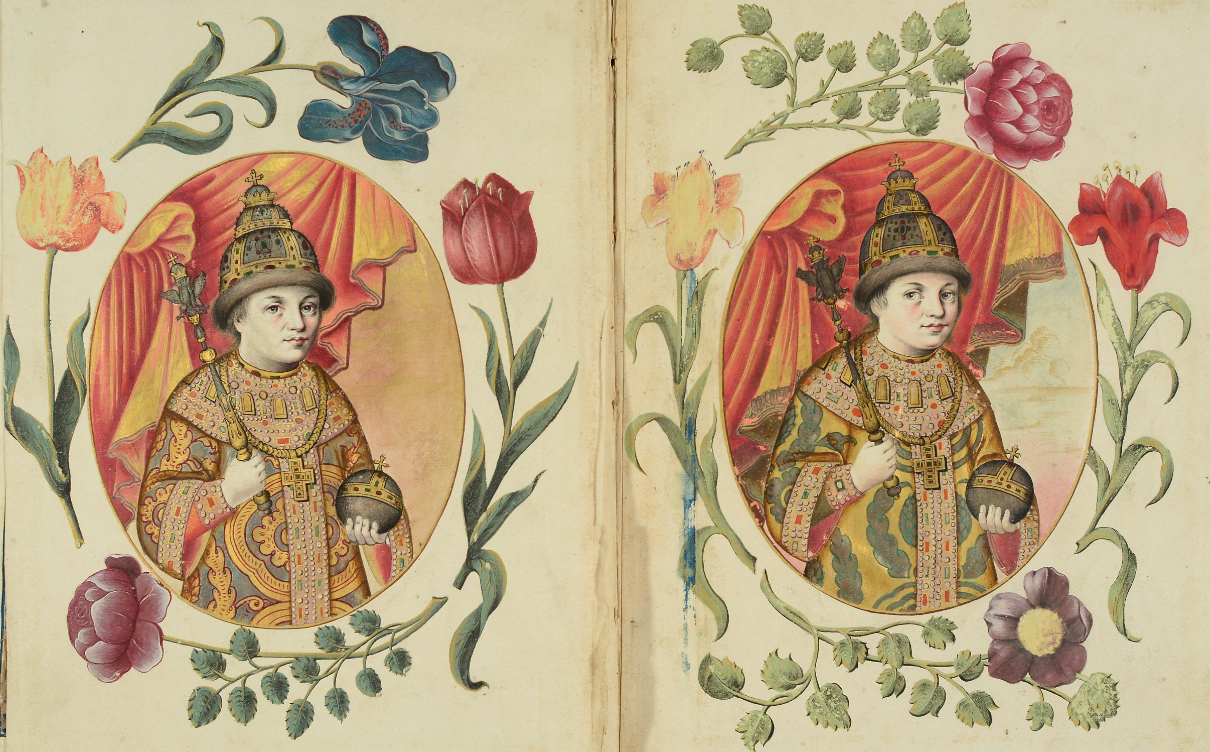
Портреты Ивана V и Петра I из коронационного альбома 1682 г.

Лишившись своего лидера, стрельцы потеряли всякую способность действовать сколь-нибудь решительно. Они посылали правительнице одну челобитную за другой, в которых просили Софью не лишать их своей милости и обещали служить ей верой и правдой, не щадя живота. Они выдали в Троицу младшего сына Хованского — Ивана, впоследствии он был отправлен в ссылку.
В октябре стрельцы прислали челобитную, в которой признавали свои действия 15—18 мая преступными, умоляли царей о помиловании и сами просили царского указа о сносе памятного столба на Лобном месте, который в своё время был воздвигнут по их требованию как гарантия от преследований. Софья обещала стрельцам прощение, казнив только выданного стрельцами ближайшего помощника Хованского — Алексея Юдина. Начальником стрелецкого приказа был назначен думный дьяк Фёдор Леонтьевич Шакловитый, который восстановил в стрелецком войске порядок и дисциплину, обходясь, в основном, без репрессий, но когда в полку Бохина возник рецидив смуты, четверо стрельцов, признанных зачинщиками, были немедленно казнены.
В начале ноября царский двор вернулся в Москву, только царица Наталья Кирилловна сочла небезопасным для себя и сына оставаться в Кремле, где всё было под контролем Милославских, и предпочла жить в загородной резиденции Алексея Михайловича — селе Преображенском, под охраной верных ей людей. Царь Пётр жил там, приезжая в Москву только для участия в церемониях, на которых его присутствие считалось необходимым.
Режим правления Софьи Алексеевны при номинальном царствовании Петра I и Ивана V, установленный в результате стрелецкого бунта, продлился 7 лет, до сентября 1689 года, когда в результате обострения конфронтации между повзрослевшим Петром и Софьей она была отстранена от власти.

## Итоги Стрелецкого бунта 1682 года
Бунт показал неэффективность наёмного войска. Возможно, именно поэтому произошла реформа Петра I по набору рекрутских войск.

## В культуре
События стрелецкого бунта 1682 года, как и бунта 1698 года описаны в романе А. Н. Толстого «Пётр I» (1929-1945), в романе Константина Масальского «Стрельцы» (1832) и в романе Р. Р. Гордина «Василий Голицын: Игра судьбы» (2001).
В 1883 году была издана партитура оперы Модеста Мусоргского «Хованщина» в редакции Римского-Корсакова.